# Polegate
Polegate est une ville du district de Wealden dans le Sussex de l'Est, en Angleterre.

## Démographie
En 2011 sa population était de 8 586 habitants.